# Ernst Günter Troche
Ernst Günter Troche (* 26. September 1909 in Stettin; † 30. Oktober 1971 in Stockholm) war ein deutscher Kunsthistoriker und Museumsdirektor.
Troche studierte Kunstgeschichte in München und Wien und wurde 1932 in München promoviert. Von 1932 bis 1936 war er an den Staatlichen Museen Berlin tätig, dort war er mit dem Kustos Ernst Friedrich Bange liiert und mit Christian Adolf Isermeyer und Jan Lauts befreundet.
Von 1936 bis 1938 war er an den Städtischen Kunstsammlungen Breslau tätig, seit 1938 am Germanischen Nationalmuseums in Nürnberg. Seit August 1945 war er erster Nachkriegsdirektor des Germanischen Nationalmuseums. Gleichzeitig wurde er Leiter der Sammlungen der Stadt Nürnberg (bis 1948) und Denkmalpfleger von Mittelfranken. Er war für den Wiederaufbau und Neueröffnung des Germanischen Museums nach dem Krieg verantwortlich. 1946 wurde Troche in den Pegnesischen Blumenorden aufgenommen. Anfang 1950 trat Troche aus persönlichen Gründen einen USA-Aufenthalt an und teilte im Mai 1951 dem Verwaltungsrat des Germanischen Nationalmuseums mit, dass er auf das Direktorenamt verzichte. 
Anschließend arbeitete er als Kunsthändler in den USA und wurde 1956 Leiter der Achenbach Foundation for Graphic Arts (AFGA) in San Francisco. Er starb auf einer Studienreise in Stockholm. 

## Veröffentlichungen (Auswahl)
- Giovanni Cariani.  In: Jahrbuch der Preußischen Kunstsammlungen. Bd. 55, 1934, ISSN 0934-618X, S. 97–125 (= Dissertation).
- Niederländische Malerei des fünfzehnten und sechzehnten Jahrhunderts. Kurt Wolff, Berlin 1935.
- Italienische Malerei des vierzehnten und fünfzehnten Jahrhunderts. Kurt Wolff, Berlin 1936.